# 倪璣
倪璣（1476年—？），榜姓朱，後復姓倪，字公在，陝西西安府咸寧縣民籍，直隸蘇州府長洲縣人，明朝政治人物。

## 生平
弘治十四年（1501年）辛酉科陝西鄉試第二十五名舉人，正德三年（1508年）中式戊辰科會試第二百四十一名，三甲第六十一名進士。授兵科給事中，六年（1511年）二月論劾兵部尚書王敞不諳兵務，七年（1512年）八月升兵科右給事中，九年（1514年）三月升工科左給事中，五月充副使，冊封秦府郃陽王妃劉氏，十年（1515年）四月考察，以浮躁淺露謫嘉善縣縣丞，升定州知州，十六年（1521年）明世宗入繼大統，所經郡邑，咸以錦繡為居，至定州，倪璣獨以黃布，上嘉其儉約，御書「可以」二字賜之，升山西按察司僉事、兵備口北。

## 家族
曾祖倪曙；祖父倪顒；父倪通，封給事中。母劉氏（封孺人）。具慶下。弟倪環、倪玳、倪瑤、倪珮、倪瑗、倪璜。